# Красненькая (река)
Кра́сненькая — река, расположенная в юго-западной части Санкт-Петербурга в историческом районе Автово.
Река протекает по промышленной зоне вдоль Краснопутиловской улицы, по территории Красненького кладбища и затем параллельно дороге в Угольную гавань. Устье реки расположено в юго-восточной части Невской губы около Южно-Лахтинской отмели. В настоящее время[когда?] река Красненькая имеет длину 5,4 км. По кадастровым данным 6877 м.

## История
Фактически река является продолжением сохранившейся части Лиговского канала, прорытого в начале XVIII века для снабжения Санкт-Петербурга чистой питьевой водой из Дудергофских озёр. За прошедшие три века канал утратил значение и был частично изменён. Нижняя (городская) часть Лиговского канала засыпана до Краснопутиловской улицы, и теперь водосток направлен по руслу реки Красненькой. Изменилась и верхняя часть канала. Ранее он снабжался водой из реки Дудергофки. В настоящее время вода из верхней части Лиговского канала полностью отводится Нагорным каналом обратно в Дудергофку. Существующая на сегодняшний день часть Лиговского канала имеет свой небольшой водосбор. В зимнюю и летнюю межени естественный расход системы Лиговский канал-река Красненькая (при площади водосбора около 45 км²) составляет единицы литров в секунду.
Первоначально, до строительства Санкт-Петербургского морского порта, река Красненькая впадала в Невскую губу севернее современного устья. Затем, после строительства дороги на южный мол Морского канала, был прорыт канал от Невской губы до Красненького кладбища. Естественное русло реки было засыпано, а воды Красненькой стали отводиться по этому каналу. Соответствующая ситуация сохраняется до настоящего времени.

## Географические сведения
Почти на всём протяжении русло реки подвергается незначительным глубинным и плановым деформациям. Заметное влияние на деформации оказывают колебания уровня Невской губы. При нагонах в Невской губе повышается уровень в реке, уклоны и скорости течения уменьшаются, а при сгонах — увеличиваются в нижней части современного русла. Это приводит к русловым деформациям нижнего двухкилометрового участка современного русла реки Красненькой. Почти на всём своём протяжении река подвергалась сильному антропогенному воздействию: канализировалась, а в верхней части заключена в тоннель. Единственное место, где в некоторой степени сохранилось естественное русло реки, — это участок в пределах Красненького кладбища.
Русло реки в верховьях вблизи истока из Лиговского канала в межень имеет ширину 5—8 м, глубину 0,1—0,3 м, скорость течения 0,1—0,2 м/с, дно на отметке 4—5 м БС, уклон 25—30 см на 100 м, расход около 0,4 м³/с. Река полугорная, сильно захламлённая. Такая же захламлённость бытовым и строительным мусором отмечается на всём протяжении водотока.
Далее, вниз по течению, река заключена в тоннель (коллектор). Длина коллектора 726 м. Тоннель проходит под промышленной зоной в районе автохозяйств и коллективных гаражей. Ширина тоннеля 6 м, высота 4 м, глубина потока в межень 0,2 м, метки высоких вод на высоте 0,2 м от меженного уровня воды. Ниже промышленной зоны до пересечения с проспектом Стачек река проходит по Красненькому кладбищу. Здесь ширина реки по зеркалу воды в межень 5—6 м, глубина 0,7—0,8 м, средняя скорость течения до 0,35 м/с (максимальная до 0,9 м/с), уклон около 5 см/100 м. Расход воды значительно увеличивается за счёт сбросов сточных вод и составляет около 1,5 м³/с. Река полугорная, местами бурная, слабоизвилистая. Берега в низких бетонных парапетах, местами река размыла берега за парапетами. По кладбищу проходит граница между литоральной аккумулятивной террасой, затапливаемой в период наводнений, и абразионной террасой. Река Красненькая стекает с верхней террасы на нижнюю в районе Красненького кладбища по уступу (глинту). Здесь река имеет характер, свойственный предгорной зоне.
От нижней (западной) границы кладбища начинается антропогенная равнинная территория. Здесь значительна высота отсыпанного и намытого грунта — от 1 до 4 метров. Далее на запад от Красненького кладбища река проходит в искусственном русле. Скорость течения уменьшается, Красненькая принимает вид равнинной реки. Река пересечена несколькими мостовыми переходами. Ширина мостового пролёта в створе проспекта Стачек равна 5 м, глубина до 1,5 м. Справа от реки на данном участке находится подводной канал водозабора ТЭЦ 15, водоприёмник которого расположен в Большой Турухтанной гавани.

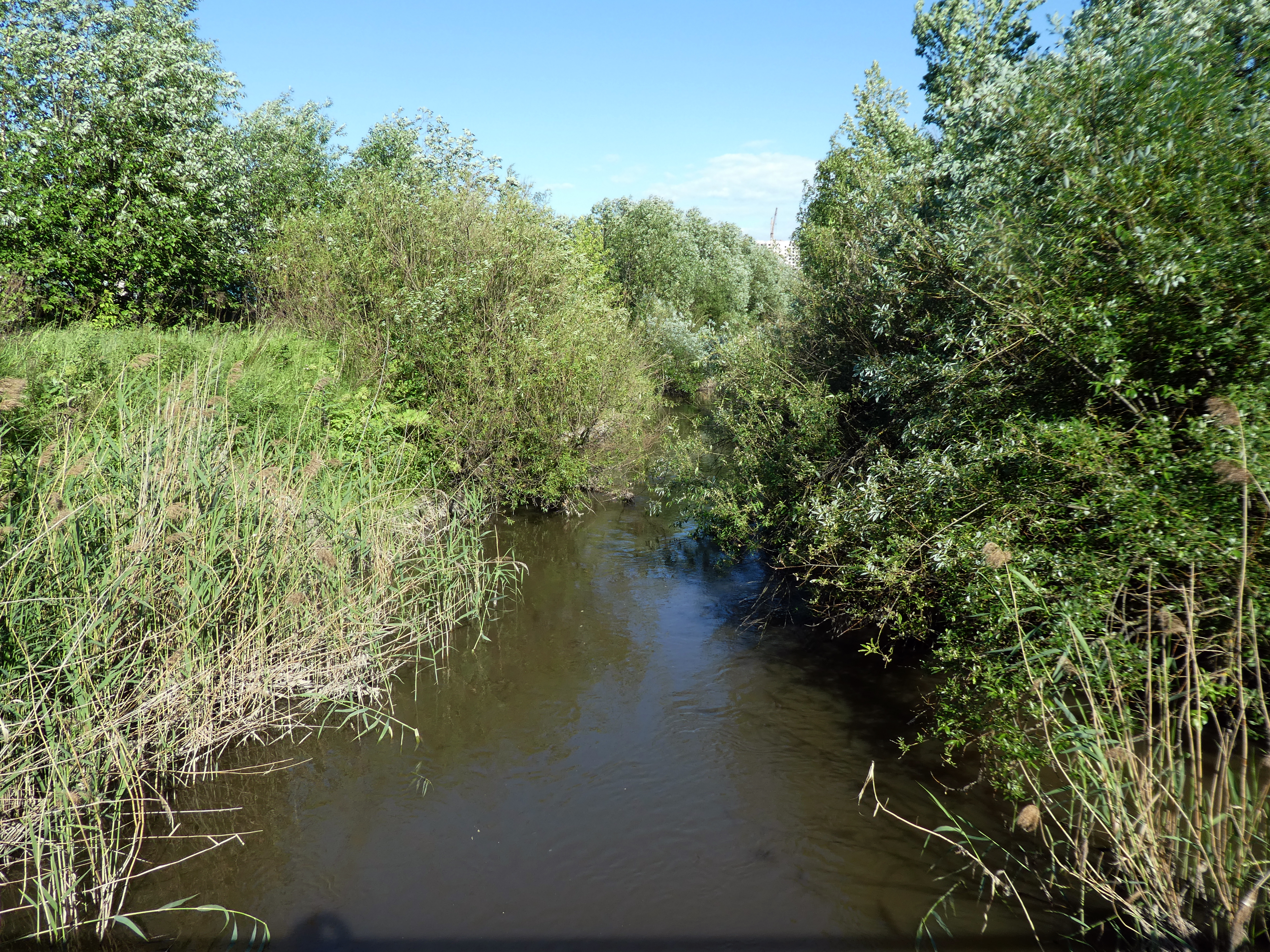
Красненькая речка у моста к «Юноне»

Примерно до юго-западной оконечности Большой Турухтанной гавани значительных деформаций русла не наблюдается. Средние глубины реки здесь в межень 0,4—0,6 м, ширина 10—11 м, скорости течения 0,4—0,5 м/с, расход воды дополнительно увеличивается и достигает в межень в нижней части этого участка (у Турухтанной гавани) 2,0—2,2 м³/с. Уклон около 1—2 см /100 м. Низовья реки Красненькой (от юго-западной оконечности Турухтанной гавани до современного устья) также проходят по искусственному руслу, проложенному около 50 лет назад[уточнить].
Здесь река находится под воздействием колебаний уровня Невской губы. Русло претерпело русловые деформации, и река приняла форму естественного водотока. Река слабо извилистая. В последнее время по берегам реки производится несанкционированный отвал грунта, что привело к сужению русла. Глубины в межень меняются от 0,3—0,6 м в устье до 1,0—1,4 м, ширина от 6 до 15 м, средний уклон около от 2 см на 100 м. Современное устье заросло камышом, окружающая местность заболочена. При сгонах воды в Невской губе формируется кривая спада свободной поверхности потока, что приводит к углублению русловой борозды на широком мелком устьевом взморье. Устье реки находится под воздействием вдоль берегового транспорта наносов вдоль южного и восточного берегов Невской губы, что является одной из причин образования Южной Лахтинской отмели.
В связи с тем, что река Красненькая в настоящее время является продолжением Лиговского канала, её режим питания обусловлен питанием Лиговского канала. В межень естественный расход Лиговского канала и реки Красненькой составляет несколько литров в секунду. В настоящее время расход воды в нижнем течении достигает в зимнюю межень 1,5—2 м³/с. Фактически весь этот расход представляет собой дополнительный приток сточных вод. Режим сброса этих вод, как и в 30-е годы XX столетия, обусловлен режимом работы предприятий). Возможны суточные, недельные и сезонные колебания стока, а также непредсказуемые залповые выбросы.
Среднемноголетний расход при площади водосбора 45 км² и при среднемноголетнем среднегодовом модуле стока 10 л/с км² составляет примерно 0,45 м³/с. Дополнительно необходимо учитывать расход сточных вод. При среднегодовом расходе сточных вод 1,5—2,0 м³/с суммарный среднегодовой сток реки составляет 1,9—2,4 м³/с.

## Данные водного реестра
По данным государственного водного реестра России: длина реки составляет 5,4 км, она относится к Балтийскому бассейновому округу, водохозяйственный участок реки — Реки бассейна Финского залива от северно. Относится к речному бассейну реки Нарва (российская часть бассейна).
Код объекта в государственном водном реестре — 01030000712102000025307.

## Экологические проблемы
Река сильно загрязнена.

## Мосты и сооружения через реку Красненькую
| Название | Прежние названия | Створ                                                                                   | Общие длина и ширина, м         | Годы строит-ва и реконструкции                             | Проект | Современный статус | Изображение |
| --- | ---------------- | --------------------------------------------------------------------------------------- | ------------------------------- | ---------------------------------------------------------- | --- | --- | ----------- |
| Выход реки из коллектора |                  |                                                                                         | д. 726, ш. 6, в. 4 (коллектора) |                                                            | | Действующий, под гаражами и хозяйственными постройками |             |
| Пешеходный мост (предп. бывш. ж. д.)                                                                                            |                  | Южная портовая железнодорожная линия                                                    |                                 |                                                            | | Действующий Перила сломаны, состояние неудовлетворительное. |             |
| Железнодорожный мост |                  | Южная портовая железнодорожная линия                                                    |                                 |                                                            | | Действующий |             |
| Автомобильный мост |                  |                                                                                         |                                 |                                                            | | Действующий |             |
| Железнодорожный мост |                  | Южная портовая железнодорожная линия                                                    |                                 |                                                            | | Действующий |             |
| Автомобильный мост (между железной дорогой и кладбищем)                                                                         |                  |                                                                                         |                                 |                                                            | | Действующий |             |
| 3-й мост |                  | Красненькое кладбище Центральная дорожка, Гаревая аллея                                 |                                 |                                                            | | Действующий |             |
| 2-й мост |                  | Красненькое кладбище Автовская аллея                                                    |                                 | до 1950-х                                                  | | Действующий |             |
| 1-й мост |                  | Красненькое кладбище Двинская аллея                                                     |                                 |                                                            | | Действующий |             |
| 1-й Красненький мост |                  | проспект Стачек (бывш. Ленинградское шоссе), дорога в Угольную гавань                   | д. 15.7, ш. 27,5                | до 1950-х Рекрнструкции: * 1957 г. * 1965 г. * 2002 г.     | 1957 г. по проекту Ленгипроинжпроекта 1965 г. по проекту инженера Е. Е. Розенфельда 2002 г. уменьш. ширину               | Действующий |             |
| Пешеходный мост (Оранэл) |                  | Проспект Стачек (мост под мостом)                                                       |                                 |                                                            | | Действующий (Перила с одной стороны в 2016 исчезли) |             |
| Путепровод в створе проспекта Стачек                                                                                            |                  | проспект Стачек                                                                         |                                 | 2002 г.                                                    | | Действующий (с узкой пешеходной частью) |             |
| Пешеходный мост (акведук), бывший трамвайный                                                                                    |                  | проспект Стачек До строительства Кронштадтского путепровода использовался для трамваев. |                                 | год постройки 1958                                         | | Недействующий, , но используется для прохода. Состояние неудовлетворительное, перила украдены. |             |
| Кронштадтский путепровод |                  | Кронштадтская улица                                                                     |                                 | 1978 г.                                                    | инженер Л. Н. Соболев | Действующий |             |
| 2-й Красненький мост |                  | улица Морской Пехоты                                                                    | д. 29.1, ш. 3                   | 1958 году Реконструкции: * 1985 г. * 1993 г.               | 1993 г. по проекту инженера А. А. Журбина                                                                                | Действующий |             |
| Путепровод «Автово» |                  | проспект Маршала Жукова                                                                 | д. 684.94, ш. 34.5              | 1976—1980 гг. Реконструкции: * 1981 г. * 1991 г. * 2001 г. | 1976—1980 гг. по проекту инженера Ленгипроинжпроекта Л. Н. Соболева                                                      | Действующий |             |
| Пешеходный мост |                  | проспект Маршала Жукова                                                                 | узкий                           |                                                            | узкий, (на одного человека), проход к нему с улицы Морской Пехоты, через теплотрассу, по металлической лестнице-переходу | Действующий |             |
| Угольный мост (по официальным данным старый Угольный мост находится ниже по течению новый мост также получил название Угольный) |                  | улица Морской Пехоты — дорога в Угольную гавань                                         | д. 38, ш. 26,3                  | 2007—2008 гг.                                              | | Действующий в 3-й и 4-й районы порта 1. Мост пр. Маршала Жукова, дом 19, сооружение 1, литера А 2. Пешеходный туннель пр. Маршала Жукова, дом 19, сооружение 1, литера Б 3. Мост пр. Маршала Жукова, дом 19, сооружение 2, литера А |             |
| Трубопроводный переход мост (акведук)                                                                                           |                  |                                                                                         |                                 |                                                            | | Заброшенный трубопроводный мост (акведук) |             |
| Вход в коллектор одного из рукавов                                                                                              |                  |                                                                                         |                                 |                                                            | | Действующий, под автостоянками |             |
| Автомобильный мост |                  | бывшая Пескобаза «Красненькая»                                                          |                                 |                                                            | | Действующий |             |
| Угольный мост Пешеходный мост                                                                                                   |                  | дорога к «Юноне»                                                                        |                                 |                                                            | | Действующий |             |
| Автомобильный мост |                  | улица Доблести, в сторону Юго-Западной ТЭЦ                                              |                                 | 2010—2012 гг.                                              | | Действующий |             |
| Переход теплотрассы через русло реки Красненькой                                                                                |                  | от Юго-Западной ТЭЦ                                                                     |                                 |                                                            | | Действующий (акведук) |             |